# Колорадо, Диего
Диего Альберто Колорадо Агудело (исп. Diego Alberto Colorado Agudelo; род. 31 августа 1973, Хардин, Антьокия) — колумбийский легкоатлет, специалист по бегу на длинные дистанции и марафону. Выступал на профессиональном уровне в 1997—2019 годах, обладатель серебряной и бронзовой медалей Панамериканских игр, трёхкратный чемпион Боливарианских игр, победитель и призёр ряда крупных стартов на шоссе, участник летних Олимпийских игр в Рио-де-Жанейро.

## Биография
Диего Колорадо родился 31 августа 1973 года в городе Хардин департамента Антьокия.
Активно выступал на различных соревнованиях по шоссейному бегу начиная с 1997 года.
В 1998 году вошёл в состав колумбийской национальной сборной, выиграл бронзовую и серебряную медали на чемпионате Южной Америки по кроссу в Артур-Ногейре — в личном и командном зачётах 12 км соответственно. Также отметился выступлением на кроссовом чемпионате мира в Марракеше и на чемпионате мира по полумарафону в Устере.
В 1999 году закрыл десятку сильнейших Лос-Анджелесского марафона (2:19:33), занял 28-е место на Нью-Йоркском марафоне (2:26:17).
В 2000 году на марафоне в Нашвилле показал 11-й результат, установив при этом свой личный рекорд — 2:16:48. Занял 23-е место на чемпионате мира по полумарафону в Веракрусе.
В 2001 году бежал марафон на чемпионате мира в Эдмонтоне, с результатом 2:26:13 пришёл к финишу 32-м. Побывал на Боливарианских играх в Амбато, откуда привёз награды бронзового и серебряного достоинства, выигранные в беге на 5000 и 10 000 метров соответственно.
В 2002 году финишировал шестым на Мадридском марафоне (2:19:47), занял 28-е место на Берлинском марафоне (2:17:51), в беге на 10 000 метров стал четвёртым на Играх Центральной Америки и Карибского бассейна в Сан-Сальвадоре.
В 2003 году занял 15-е место на Бостонском марафоне (2:23:59), выиграл бронзовую медаль в марафоне на Панамериканских играх в Санто-Доминго.
На марафоне в Нашвилле 2004 года с результатом 2:18:49 пришёл к финишу седьмым.
В 2005 году взял бронзу в беге на 10 000 метров на чемпионате Южной Америки в Кали, одержал победу в полумарафоне на Боливарианских играх в Армении.
В 2006 году был четвёртым на марафоне в Майами (2:21:04) и на марафоне на Играх Центральной Америки и Карибского бассейна в Картахене (2:30:19).
В 2007 году финишировал седьмым в марафоне на Панамериканских играх в Рио-де-Жанейро (2:20:01), занял 59-е место на чемпионате мира по полумарафону в Удине.
В 2008 году показал 22-й результат на Роттердамском марафоне (2:19:21), стал серебряным призёром в беге на 10 000 метров на чемпионате Центральной Америки и Карибского бассейна в Кали.
В 2009 году был десятым на Лос-Анджелесском марафоне (2:20:39), победил в полумарафоне на Боливарианских играх в Сукре.
В 2010 году занял 13-е место на марафоне в Джэксонвилле (2:26:17), стал четвёртым в дисциплине 10 000 метров на Играх Центральной Америки и Карибского бассейна в Маягуэсе.
В 2011 году финишировал 18-м на Бостонском марафоне (2:17:54), выиграл серебряную медаль в марафоне на Панамериканских играх в Гвадалахаре (2:17:13), пришёл к финишу четвёртым на домашнем Боготинском полумарафоне.
На Роттердамском марафоне 2012 года с результатом 2:21:11 занял 38-е место.
В 2013 году победил в полумарафоне на Боливарианских играх в Трухильо.
В 2014 году взял бронзу в беге на 10 000 метров на Южноамериканских играх в Сантьяго.
В 2015 году финишировал четвёртым на марафоне в Сантьяго (2:17:09).
В апреле 2016 года с результатом 2:18:35 занял 30-е место на Гамбургском марафоне. Выполнив олимпийский квалификационный норматив (2:19:00), удостоился права защищать честь страны на летних Олимпийских играх в Рио-де-Жанейро — в программе марафона показал результат 2:31:20, расположившись в итоговом протоколе соревнований на 125-й строке.
После Олимпиады в Рио Колорадо ещё в течение некоторого времени оставался действующим спортсменом и продолжал принимать участие в различных забегах на шоссе. Так, в 2017 году он отметился выступлением на Боливарианских играх в Санта-Марте, где в зачёте полумарафона стал серебряным призёром.